# Alex Børger
Alex Børger (ur. 15 lipca 1939 w Kastrup, zm. 22 września 2008) – duński zapaśnik walczący w stylu klasycznym. Olimpijczyk z Meksyku 1968, gdzie odpadł w eliminacjach w kategorii 52 kg.
Zdobył cztery medale na mistrzostwach nordyckich w latach 1966 – 1970.
Siedmiokrotny mistrz Danii w latach: 1962, 1963, 1966 – 1970; drugi w 1959 – 1961, 1965, 1972 i 1973, a trzeci w 1964 roku.